# Rocío Kunst
Rocío Marín Navarro (Murcia, 1990), conocida artísticamente como Rocío Kunst, es una artista visual española especializada en fotografía.

## Trayectoria
De madre madrileña y padre murciano, Kunst estudió Bellas Artes en la Universidad de Murcia (UMU). Se especializó en fotografía en la escuela EFTI - Centro Internacional de Fotografía y Cine de Madrid. Posteriormente, realizó estudios en Gestión del patrimonio histórico-artístico y cultural y sobre formación del profesorado. Es docente en la Universidad de Murcia y gestora del Espacio de Creación Artística Joven de Molina de Segura.
La obra de Kunst se centra en la exploración de la construcción de la identidad a través de la memoria, los espacios y los estados psicológicos. En sus fotografías, caracterizadas por su introspección y confesionalidad, el autorretrato está presente incluso cuando ella no aparece físicamente, estableciendo así un diálogo donde el valor simbólico de la imagen desempeña un papel fundamental. La perspectiva de género también es un elemento destacado en su obra, ya que Kunst crea desde una perspectiva feminista, reflexionando sobre el poder y alentando a las mujeres a construir su propia historia.
Su obra trata sobre el procesamiento del dolor experimentado por protagonistas femeninas. Su trabajo aborda críticamente el ideal del amor romántico, señalando las desigualdades asociadas, así como los mecanismos de control y violencia presentes en entornos familiares o de pareja. La representación del cuerpo como un templo y un campo de batalla es un tema recurrente, utilizando elementos como madera, tierra, hojas, ramas y salvia purificadora para establecer conexiones simbólicas con la naturaleza.

## Exposiciones individuales
- 2019 (Lorquí) - "Inside the house, outside home". Sala de exposiciones del Ayuntamiento.[4][5]
- 2020 (Barbastro) - "Inside the house, outside home". BFOTO. Festival de Fotografía Emergente.[6]
- 2021 (Alicante) - "Inside the house, outside home". Centro 14.[7][8]
- 2021 (Murcia) - "About my branches". Sala S/UM del Campus de la Merced. Universidad de Murcia. Comisariada por Marisol Salanova.[9][10]
- 2022 (Murcia) - "About my branches". IV FESTIVAL ENCLAVE MUJER. Centro Municipal El Carmen.[11]
- 2022 (Murcia) - "La imagen ausente". Sala Caballerizas de los Molinos del Río. Comisariada por el profesor de Historia del Arte de la Universidad de Murcia Miguel Ángel Hernández. [12]
- 2022 (Murcia) - “Las cenizas del mundo”. Centro Párraga.[13]
- 2023 (Cartagena) - "Matriz". Sala Cultural Dora Catarineu.[14]

Rocío Kunst y Cristóbal Barbero el acto de reconocimiento a los ganadores del I Concurso de Intervención Artística de ODSesiones

## Exposiciones colectivas
- 2018 (Murcia) - Exposición XVII premio de fotografía de la UMU.
- 2020 (Segovia) - Provecto Galerías VIII. La Cárcel Segovia Centro de Creación.[15]
- 2022 (Alicante) -  "MULIER, MULIERIS 2022". Sala CUB. MUA (Museo de la Universidad de Alicante).[16]
- 2022 (Murcia) - "Arte en tiempos de crisis". AMUCA. Museo de la Sangre.[17]
- 2023 (Cantabria) - "IX Encuentro de Arte rural ASELART 2023". Casa Gótica de Mazcuerras.[18]

## Reconocimientos
En 2019, Kust recibió el primer premio de fotografía en el Certamen de Jóvenes Creadores de Salamanca. Dos años después, en 2021, ganó el primer Concurso de intervención artística de ODSesiones de la Universidad de Murcia (UMU). También en 2021, Kunst consiguió el primer premio del Certamen Nacional de Artes Plásticas "Carmen Arias",y fue la ganadora del certamen municipal de creación artística CreaMurcia con la obra titulada "About me".